# مهرجان منتصف الخريف

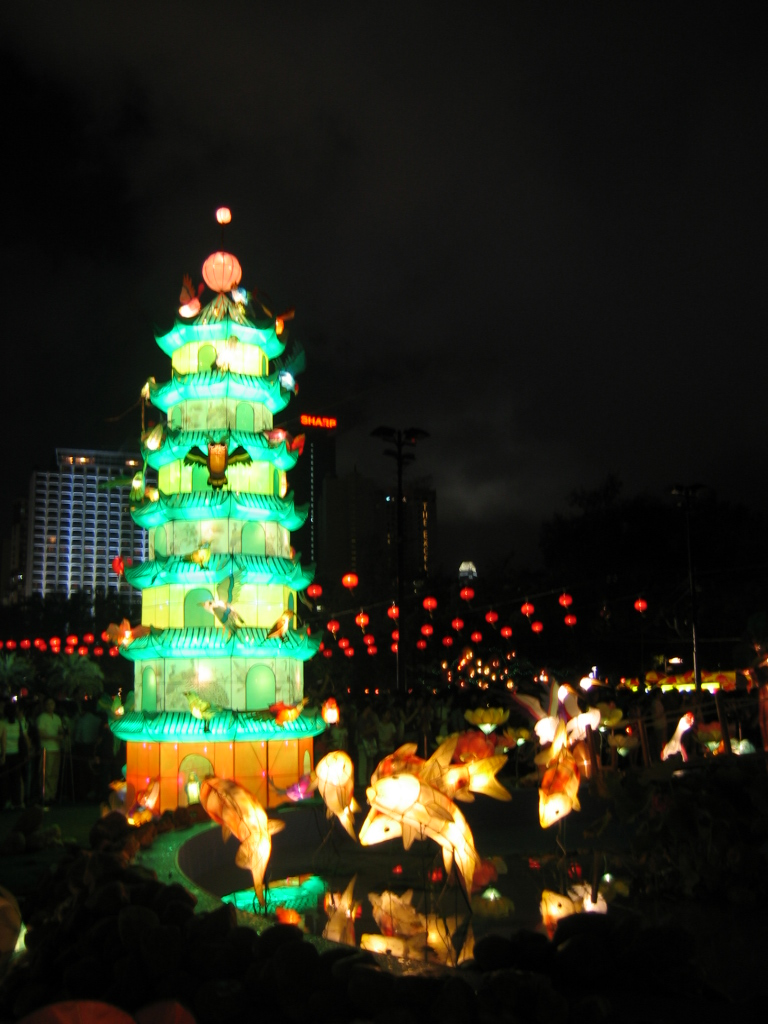
احتفالات مهرجان منتصف الخريف في حديقة فيكتوريا، هونغ كونغ.

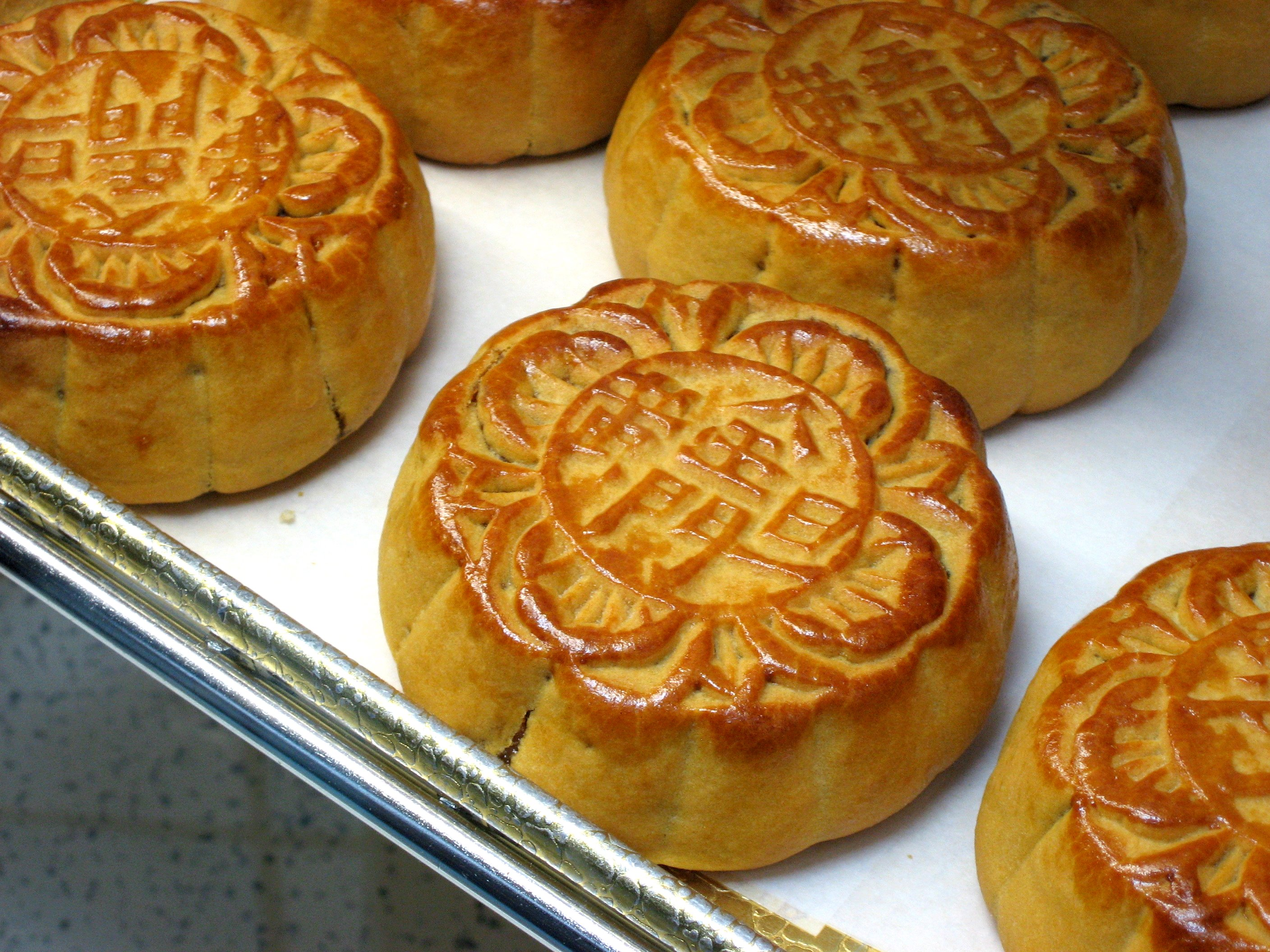
كعك القمر الذي غالبا ما يؤكل خلال المهرجان.

مهرجان منتصف الخريف، (بالصينية: 中秋節) والمعروف أيضا باسم مهرجان القمر هو عيد حصاد شعبي يحتفل به الصينيون، اليابانيون، الكوريون، الفيتناميون (على الرغم من أن طريقة الاحتفال تكون بشكل مختلف من بلد لآخر). يرجع تاريخه هذا المهرجان إلى أكثر من 3,000 سنة لعبادة القمر في الصين في عهد أسرة شانغ. يشار إليه في ماليزيا، سنغافورة، والفلبين باسم مهرجان المصابيح أو مهرجان كعك القمر.
يعقد مهرجان منتصف الخريف في اليوم الخامس عشر من الشهر الثامن في التقويم الصيني، الذي يكون عادة في أواخر شهر سبتمبرأو أوائل شهر أكتوبر في التقويم الغريغوري. وهو التاريخ الذي يقابل الاعتدال الخريفي في التقويم الشمسي أي عندما يكون القمر في أكمل صوره ومستديرا. الأطعمة التقليدية لهذا المهرجان هي كعكة القمر الذي يوجد منه الكثير من الأنواع.
مهرجان منتصف الخريف هو واحد من اثنين من أهم الأعياد في التقويم الصيني بالإضافة إلى السنة الصينية الجديدة، وهو يوم عطلة رسمي في عدة بلدان. يحتفل المزارعين في نهاية موسم الحصاد لفصل الصيف في هذا التاريخ. في التقاليد يجتمع أفراد الأسرة والأصدقاء الصينيون في هذا اليوم ليستمتعوا بقمر منتصف الخريف المشرق، ويأكلون كعك القمر معا. هناك عدد من التقاليد المصاحبة للاحتفال منها :
- أكل كعكة القمر تحت ضوء القمر
- وضع قشور فاكهة البوملي على الرأس
- حمل فوانيس مضاءة، إضاءة المصابيح على الأبراج
- حرق البخور في إكبار إلى الآلهة بما في ذلك تشانغ
- غرس أشجار منتصف الخريف
- جمع أوراق الهندباء وتوزيعها بالتساوي بين أفراد الأسرة
- رقصة تنين النار

## قصص مهرجان منتصف الخريف

### تشانغ وهووي
قصة الليلة المصيرية عندما تم رفع تشانغ إلى القمر هي من القصص المعروفة لمعظم المواطنين الصينيين، وهي من المواضيع المشهورة في الشعر. خلافا لآلهة القمر في الكثير من الثقافات الأخرى التي تمثل بالقمر ذاته، فإن تشانغ ببساطة تعيش على سطح القمر ولكنها ليست القمر في حد ذاته.يعتقد أن قصة تشانغ تعود إلى الفترة حوالي 2170 قبل الميلاد.
هناك الكثير من الروايات المختلفة لأسطورة تشانغ. ومع ذلك، فإن معظم الأساطير حول تشانغ في الثقافة الصينية تنطوي على بعض التغييرات حول العناصر الرئيسية: هووي، الرامي، تشانغ، أسطور آلهة القمر الخالدة؛ الإمبراطور، إكسير الحياة، والقمر.

#### الرامي هووي
هناك ما لا يقل عن 6 روايات مختلفة لهذه القصة حيث يعتقد أن هووي كان راميا للسهام
في أحد الأوقات كان هناك عشرة شموس للأرض. كانت هذه الشموس تحرق المحاصيل وعانى الشعب من الجدب والجوع. تعاطف الرامي هاووي مع البشر، وقرر إسقاط تسعة شموس وترك واحدة ليستفيد منها البشر. بعد أن أسقط الشموس التسعة، اعتبره الناس بطلا. كان لديه زوجة جميلة يدعى تشانغ، وكانوا يعيشون معا بسعادة. وكان لهووي العديد من المتدربين الذين تبعوه لتعلم الصيد. في أحد الأيام عندما كان هووي في طريق العودة إلى البيت أعطى إمبراطور الخلود أعطى هووي اثنين من الحبوب كل منها يمنح الحياة الأبدية كمكافأة لإسقاط الشموس، إحدى الحبوب لهووي، والأخرى لزوجته. إلا أنه حذر هووي قائلا «لا تتعجل على ابتلاع الحبوب». حيث كان على هووي الانتظار حتى يوم رأس السنة الجديدة، حيث كان من المفترض له ولزوجته تشانغ أن يتناول حبوب الخلود معا. وضعت تشانغ الحبوب في صندوق المجوهرات لحفظها. إلا أن بنغ، أحد المتدربين عند هووي، اكتشف سرهم وقرر سرقة حبوب الخلود. في أحد الأيام، عندما خرج هووي ومساعدوه إلى الجبل، تظاهر بنغ بأنه مريض ليتمكن من البقاء في المنزل. بعد أن ذهب الجميع إلى الجبل، تسلل بنغ إلى غرفة تشانغ وأجبرها على إعطائه حبوب الخلود. أدركت تشانغ أنه لا يمكن لها مقاومة بنغ، فقامت بابتلاع حبوب الخلود بنفسها. إلا أنه بعد تناولها للحبوب بنفسها بدأت تطفو في الهواء. غير قادرة على العودة إلى الأرض مجددا وأخذت تطير وتحلق بعيدا، بعيدا. لم تكن تريد أن تترك زوجها، لذلك توقفت عند القمر الذي هو أقرب الكواكب إلى الأرض. بعد أن علم هووي بما حدث أصبح في غاية الغضب والحزن. وكان ينظر إلى السماء في الليل وينادي اسم تشانغ. اكتشف أن هناك داخل القمر ظل لسيدة تبدو مثل تشانغ، لذا ركض وركض محاولا الوصول إلى القمر. إلا أنه فشل في الوصول إليها بسبب الريح.

## مواعيد
مهرجان القمر سوف يحدث في هذه الأيام في السنوات المقبلة :
- 2010 : 22 سبتمبر
- 2011 : 12 سبتمبر
- 2012 : 30 سبتمبر
- 2013 : 19 سبتمبر
- 2014 : 8 سبتمبر
- 2015 : 27 سبتمبر
- 2016 : 15 سبتمبر
- 2017 : 4 أكتوبر
- 2018 : 24 سبتمبر
- 2019 : 13 سبتمبر
- 2020 : 1 أكتوبر

## اقرأ أيضا
- السنة الصينية الجديدة